# Lejaskogen
Lejaskogen är ett naturreservat i Lindesbergs kommun i Västmanland.
Området är naturskyddat sedan 2021 och är 81 hektar stort. Naturvårdsverket och enskilda är markägare. Reservatet består av skog, varav främst lövrika blandskogar. Området har tidigare brukats som slåttermark och betesmark.
I reservatet finns ett område med en större andel äldre granar. I omedelbar anslutning finns också det mindre naturreservatet Lejakärret.
Lejaskogen ligger i ett stråk av kalkberggrund, vilket ger en artrik växtlighet. I marken finns också kopparkis. Det finns orkidéer som knottblomster, skogsknipprot och purpurknipprot samt getrams, underviol och skogstry. Sällsynta svampar i naturreservatet är violgubbe, dofttaggsvamp, kryddtofsskivling och fyrflikig jordstjärna. I Lejaskogen finns också den hotade asknätfjärilen. Bergslagsleden passerar genom naturreservatet.

## Gruvbrytning
I naturreservatet har tidigare brutits kopparkis sedan 1550-talet, järnmalm, kalksten och silverhaltig blyglans i ett flertal gruvor, bland andra Mårdshytte koppargruvor i den södra delen och Nybergsfältet, eller Fanthyttefältet, i nordost. Kopparmalmsbrytningen hade en kortvarig blomstringstid vid utbrottet av första världskriget 1914.